# La paradisul femeilor
La paradisul femeilor (în franceză Au Bonheur des dames, 1883) este un roman de  Émile Zola, al 11-lea din ciclul de romane Les Rougon-Macquart.
Serialul italian din 2015-2017 Il paradiso delle signore - Paradisul femeilor este bazat pe acest roman.